# Jeanne Tripplehorn
Jeanne Marie Tripplehorn (Tulsa, 10 juni 1963) is een Amerikaans actrice. Zij debuteerde in 1992 op het witte doek als Dr. Beth Garner in Basic Instinct, wat haar direct op een nominatie voor de Razzie Award voor slechtste bijrolspeelster kwam te staan. In zowel 2006 als 2007 werd ze daarentegen genomineerd voor de wel prestigieuze Satellite Award voor de serie Big Love, waarin ze sinds 2006 Barb Henrickson speelt. Voor het spelen van Jacqueline Kennedy Onassis in de biografische televisiefilm Grey Gardens werd Tripplehorn in 2009 genomineerd voor een Emmy Award voor beste bijrolspeelster.
Tripplehorn trouwde in 2000 met acteur Leland Orser, met wie ze in 2002 een zoon kreeg.

## Filmografie
- Bibsys: 4089103
- Biblioteca Nacional de España: XX1342765
- Bibliothèque nationale de France: cb14031310q (data)
- Gemeinsame Normdatei: 140980091
- International Standard Name Identifier: 0000 0001 1465 8709
- Library of Congress Control Number: no99063893
- MusicBrainz: 2b7db474-b93f-4b90-b994-01e32a998c8a
- Nationale Bibliotheek van Tsjechië: xx0167281
- Nationale Bibliotheek van Israël: 987009886440805171
- Nationale Bibliotheek van Polen: a0000001687416
- Nederlandse Thesaurus van Auteursnamen: 26243685X
- SNAC: w6fz10v3
- Système universitaire de documentation: 146686535
- Virtual International Authority File: 210647
- WorldCat: E39PBJtrVf4Kfc94Vcv9BK4pfq